# Zu schön für Dich
Zu schön für Dich (Originaltitel: Trop belle pour toi) ist ein französischer Spielfilm in Form einer Liebeskomödie von Bertrand Blier aus dem Jahr 1989, der bei den Internationalen Filmfestspielen von Cannes mit dem Großen Preis der Jury ausgezeichnet wurde.

## Handlung
Der südfranzösische BMW-Händler Bernard lebt mit seiner attraktiven Ehefrau Florence in einem repräsentativen, klassisch eingerichteten Haus. Sein Sohn bringt ihm dort die Musik Franz Schuberts näher, die den ganzen Film begleitet.
Vom ersten Augenblick an verliebt sich Bernard in die eher biedere und durchschnittlich aussehende Colette, die in seinem Autohaus als Aushilfssekretärin anfängt.
Der Film erzählt in kurzen Episoden sein Leben mit den beiden Frauen, die ihn in einen tiefen Zwiespalt stürzen. Einerseits seine Ehefrau, die erklärtermaßen um ihn kämpfen will – andererseits seine Geliebte, die mit dem Schriftsteller Pascal verheiratet ist und trotz der leidenschaftlichen Affäre Zweifel an der Ernsthaftigkeit der Gefühle ihres Liebhabers hat.
Verschiedene Zeitebenen, Musik von Schubert und Francis Lai (Where Do I Begin? (Love Story)) geben dem Fluss der Handlung einen Rahmen. Einige Episoden sind fiktiv, andere geben Gedanken und Phantasien der beteiligten Personen wieder. Am Ende steht Bernard mit leeren Händen da, denn beide Frauen verlassen den Unentschlossenen.

## Kritiken
„Die eher alltägliche Geschichte wird durch die außergewöhnliche Art der Inszenierung, die auf die Gleichzeitigkeit von gestern, heute und morgen setzt und auch unmögliche Situationen als Gegebenheiten wiedergibt, und durch die elegante Kameraarbeit zu einem faszinierenden Kinoerlebnis. Beeindruckend auch der Einsatz der Musik. Trotz zuweilen drastischer Dialoge eine ebenso witzige wie intelligente Auseinandersetzung mit Liebe, Männern, Frauen und dem Kino.“

„‚Zu schön für dich‘ ist ein Traktat über die Liebe, mit vielfachen Brechungen und Variationen und so mit Tiefsinn und edlem Mobiliar prunkend, daß nicht einmal Gerard Depardieus gewohnter Berserkercharme sich durchsetzen kann.“

„Der Autor entpuppt sich als ein besessener Regiehandwerker und zerhackt seine Erzählung in winzige Stücke. Jede Einstellung währt Sekunden, Szenen werden begonnen und abgebrochen, aufgegriffen und vergessen. Blier hat einen blassen Videoclip gedreht mit einem Musikteppich, der Schubert, Unglück und Tiefe verheißen soll, Bildern, die nur für sich selbst glänzen, und Sätzen, die lustlosen Werbesprüchen gleichen.“

## Soundtrack
- Impromptu Opus 90 No 2

Musik: Franz Schubert, Piano: Odette Gartenlaub, édition Cine Valse - D.D. Productions - Orly Films -S.E.D.I.F.
- Impromptu Opus 90 No 3

Musik: Franz Schubert, Piano: Odette Gartenlaub, édition Cine Valse - D.D. Productions - Orly Films -S.E.D.I.F.
- Andantino de la sonate en la majeur D 959

Musik: Franz Schubert, Piano: Odette Gartenlaub, édition Cine Valse - D.D. Productions - Orly Films -S.E.D.I.F.
- Rosamunde D 797: Entr'acte no 2

Musik: Franz Schubert, Elly Ameling, Dir. Kurt Masur, Gewandhausorchester Leipzig (uncredited), Philips 412 457.2 - (P) 12 / 2983
- Ouatuor a Cordes en re mineur D 810 no 14 'La Jeune Fille et La Mort'

Musik: Franz Schubert, Melos Quartett, D.G. 419 879.2 - (p) 7 / 1975
- Wiegenlied D 498

Musik: Franz Schubert, Elly Ameling - Dalton Baldwin, Philips 420 870.2 (p) 7/1982
- Sonate pour arpeggione et piano D 821

Musik: Franz Schubert, Mstislav Rostropovich (Cello) - Benjamin Britten (Piano), Decca 417 833.2 - (p) 7 / 1968
- Fierrabras D 796 Ouverture

Musik: Franz Schubert, Dir. Paul Angerer, Radio-Sinfonieorchester Stuttgart (uncredited), Panthéon D 07116 (p) 7 / 1983
- Ständchen

Musik: Franz Schubert, Doris Soffel, Pianist: Roland Keller, Dir. Marinus Voorberg, Acanta 498654 - (p) 1977
- Deutsche Messe D 872: Zum Sanctus

Musik: Franz Schubert, Tölzer Knabenchor, Dir. Gerhard Schmidt-Gaden, Acanta 42 409 (p) 1975
- Deutsche Tänze D 90 no 1

Musik: Franz Schubert, Dir. Horst Stein, Bamberger Symphoniker, Ariola Eurodisc - (p) 1985
- Zwischenachtmusik Op. 26 no 3

Musik: Franz Schubert, Dir. Horst Stein, Bamberger Symphoniker, Ariola Eurodisc - (p) 1985
- Messe en mi bemol majeur D 950: Sanctus

Musik: Franz Schubert, Dir. Wolfgang Sawallisch, Société Pathé Marconi EMI - (p) 1983
- Valse D 779 no 18

Musik: Franz Schubert, Alice Ader, Le Chant du Monde 278875 (p) 1986
- Love Story

Musik: Francis Lai, Editions 23 - Paris

## Auszeichnungen
Internationale Filmfestspiele von Cannes 1989
- Großer Preis der Jury

César 1990
- Bester Film
- Beste Regie
- Beste Hauptdarstellerin
- Bester Schnitt
- Bestes Drehbuch

Nominiert war der Film für vier weitere César:
- Bester Hauptdarsteller
- Beste Kamera
- Bestes Szenenbild
- Bestes Filmplakat[4]